# 基爾珀爾鄉

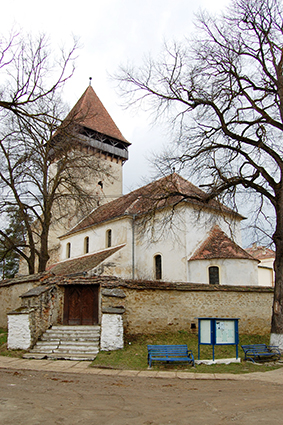

45°54′N 24°36′E / 45.900°N 24.600°E
基爾珀爾鄉（羅馬尼亞語：Comuna Chirpăr, Sibiu），是羅馬尼亞的鄉份，位於該國中部，由錫比烏縣負責管轄，面積101平方公里，海拔高度480米，2007年人口1,533，人口密度每平方公里15人。